# Parategastes longimana
Parategastes longimana is een eenoogkreeftjessoort uit de familie van de Tegastidae. De wetenschappelijke naam van de soort is voor het eerst geldig gepubliceerd in 1927 door Pesta.